# Гордій
Горді́й (грец. Γόρδιος) — міфічний цар Фригії, названий батько Мідаса, засновник міста Гордіона і творець Гордієвого вузла.

## Гордій у міфах
Гордій спочатку був простим землеробом у Фригії, але одного разу на ярмо (чи війя) його воза сів орел, що був символом царської влади і доброю ознакою. Гордій вирушив до храму Зевса щоб витлумачити знак. Дорогою він зустрів юну віщунку, яка порадила принести Зевсу жертву і провістила, що після жертвопринесення вона стане його дружиною. В цей час цар Фригії помер, не лишивши нащадків. Оракул дав пророцтво, що новий цар приїде до храму Зевса на возі. Саме тоді прибув Гордій і народ, побачивши орла на його возі, визнав Гордія царем.
Після цього Гордій заснував місто Гордіон і встановив у тамтешньому храмі Зевса віз, завдяки якому став правителем. Ярмо він прив'язав складним вузлом з кори дерену до воза. Оракул дав пророцтво про те, що хто зуміє розв'язати цей вузол, той стане володарем всієї Малої Азії. Однак, віками ніхто не міг розв'язати вузла.
У 333 році до нашої ери цар Македонії та видатний полководець Александр прибув у Гордіон. Замість пробувати розв'язати вузол, як численні його попередники, Александр розрубав його мечем. Так він виконав пророцтво і згодом дійсно завоював усю Малу Азію.
Гордій не мав дітей, тому всиновив Мідаса, котрий став царем після його смерті.